# أنسي ياكولا
أنسي يآكولا (Anssi Jaakkola؛ كيمي، 13 مارس 1987) لاعب كرة قدم فنلندي يلعب حاليا لصالح نادي الدرجة الأولى سيينا الإيطالي منذ 2006 في مركز حارس مرمى .

## روابط خارجية
- أنسي ياكولا على موقع الاتحاد الدولي (مؤرشف)  (الإنجليزية)
- أنسي ياكولا على موقع الاتحاد الأوربي (الإنجليزية)
- أنسي ياكولا على موقع إي إس بي إن إف سي (الإنجليزية)
- أنسي ياكولا على موقع قاعدة بيانات كرة القدم.إي يو (الإنجليزية)
- أنسي ياكولا على موقع ناشيونال فوتبول تيمز (الإنجليزية)
- أنسي ياكولا على موقع Soccerbase.com (لاعب) (الإنجليزية)
- أنسي ياكولا على موقع Soccerway.com (الإنجليزية)
- أنسي ياكولا على موقع عالم كرة القدم.نت (الإنجليزية)